# Carl Bratfisch

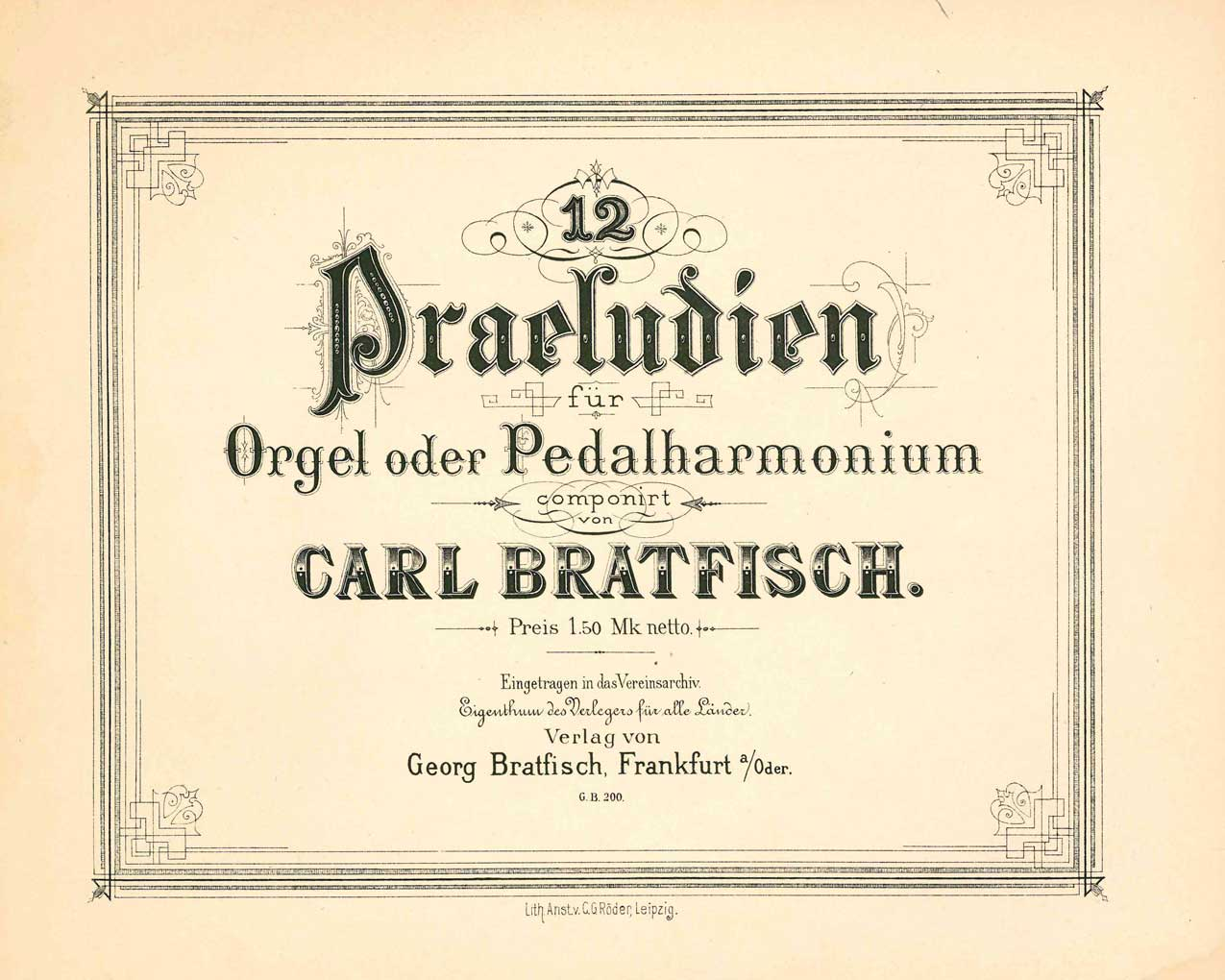
Titelblatt der „12 Praeludien“

Carl Bratfisch (* 18. Dezember 1829 in Berlin; † 1. Januar 1901 in Glogau) war Musiker, Komponist und Dirigent.

## Leben
Nach dem Besuch der Deutschen Schule in Berlin und seiner musikalischen Ausbildung im Spiel des Klaviers, der Violine und der Klarinette trat Carl Bratfisch 1847 freiwillig als Hoboistenanwärter den Militärdienst an. Von 1860 bis 1868 war er Stabshoboist beim Königlich Preußischen 58. Infanterie-Regiment in Glogau. Danach wirkte er als Organist und Musikdirektor in Glogau. Er komponierte geistliche und weltliche Musikwerke u. a. den „Steinmetz-Marsch“, den er Karl Friedrich von Steinmetz, 1866 Oberst des Königlich Preußischen Füsilier-Regiments 37 in Posen, widmete.